# 담순로
담순로(Damsun-ro)는 전라남도 담양군 금성면 에서 전북특별자치도 순창군 적성면괴정삼거리를 잇는 도로이다.

## 주요 경유지
전라남도
- 담양군 (금성면 . 담양읍)

전북특별자치도
- 순창군 (금과면 . 순창읍 . 인계면 . 유등면 . 적성면)

## 노선 경로
| 이름                 | 접속 노선                            | 경유지 | 경유지 | 비고     |
| -------------------- | ------------------------------------ | ------ | ------ | -------- |
| (이름없음)           | 금월길                               | 담양군 | 금성면 |          |
| 반곡삼거리           | 지방도 제897호선 (병목로) (시암골로) | 담양군 | 금성면 |          |
| 석현교               |                                      | 담양군 | 금성면 |          |
| 원율삼거리           | 금성산성길                           | 담양군 | 금성면 |          |
| (농공단지앞)         | 금성공단길                           | 담양군 | 금성면 |          |
| 금성교               |                                      | 담양군 | 금성면 |          |
| 덕성교차로           | 국도 제24호선 (죽향대로)             | 담양군 | 금성면 |          |
| 방축교차로           | 국도 제24호선 (죽향대로)             | 순창군 | 금과면 |          |
| 고례교               |                                      | 순창군 | 금과면 |          |
| 송정교차로           | 송정길 매송로                        | 순창군 | 금과면 |          |
| (졸음쉼터)           |                                      | 순창군 | 금과면 | 군산방면 |
| (이름없음) (백산교)  | 장류로                               | 순창군 | 순창읍 |          |
| 백산교차로 (백산1교) | 장류로                               | 순창군 | 순창읍 |          |
| 백산2교              |                                      | 순창군 | 순창읍 |          |
| 충신교차로           | 순화로                               | 순창군 | 순창읍 |          |
| 순창고교교차로       | 국도 제27호선 (옥천로)               | 순창군 | 순창읍 |          |
| 관서삼거리           | 순창로                               | 순창군 | 순창읍 |          |
| 동은교               |                                      | 순창군 | 순창읍 |          |
| 물통고개             |                                      | 순창군 | 순창읍 |          |
|                      | 인계면                               | 순창군 |        |          |
| 지산사거리           | 오교로 지산길                        | 순창군 | 유등면 |          |
| 태자사거리           | 인중로                               | 순창군 | 인계면 |          |
| 지북교               |                                      | 순창군 | 적성면 |          |
| 지북사거리           | 인성로                               | 순창군 | 적성면 |          |
| 운림교               |                                      | 순창군 | 적성면 |          |
| 원촌삼거리           | 적성로                               | 순창군 | 적성면 |          |
| 적성교               |                                      | 순창군 | 적성면 |          |
| 괴정삼거리           | 국도 제13호선 (충효로)               | 순창군 | 적성면 |          |
| 비홍로와 직결        |                                      |        |        |          |

## 주요건물및 시설
- 담순로153 (담순로 153/석현리95-11)
- HD현대오일뱅크 금성주유소 (담순로 43/석현리 554-1)
- SK에너지 동광주유소 (담순로 350/덕성리 884)
- 순창금광우체국 (담순로 619/방축리 562)
- 금과치안센터 (담순로 623/방축리 537-5)
- 순창제일고등학교 (담순로 1411/장덕리 100)
- 순창중학교 (담순로 1418/남계리 111)
- HD현대오일뱅크 동부주유소 (담순로 1440/남계리 154-3)